# 한국복음주의실천신학회

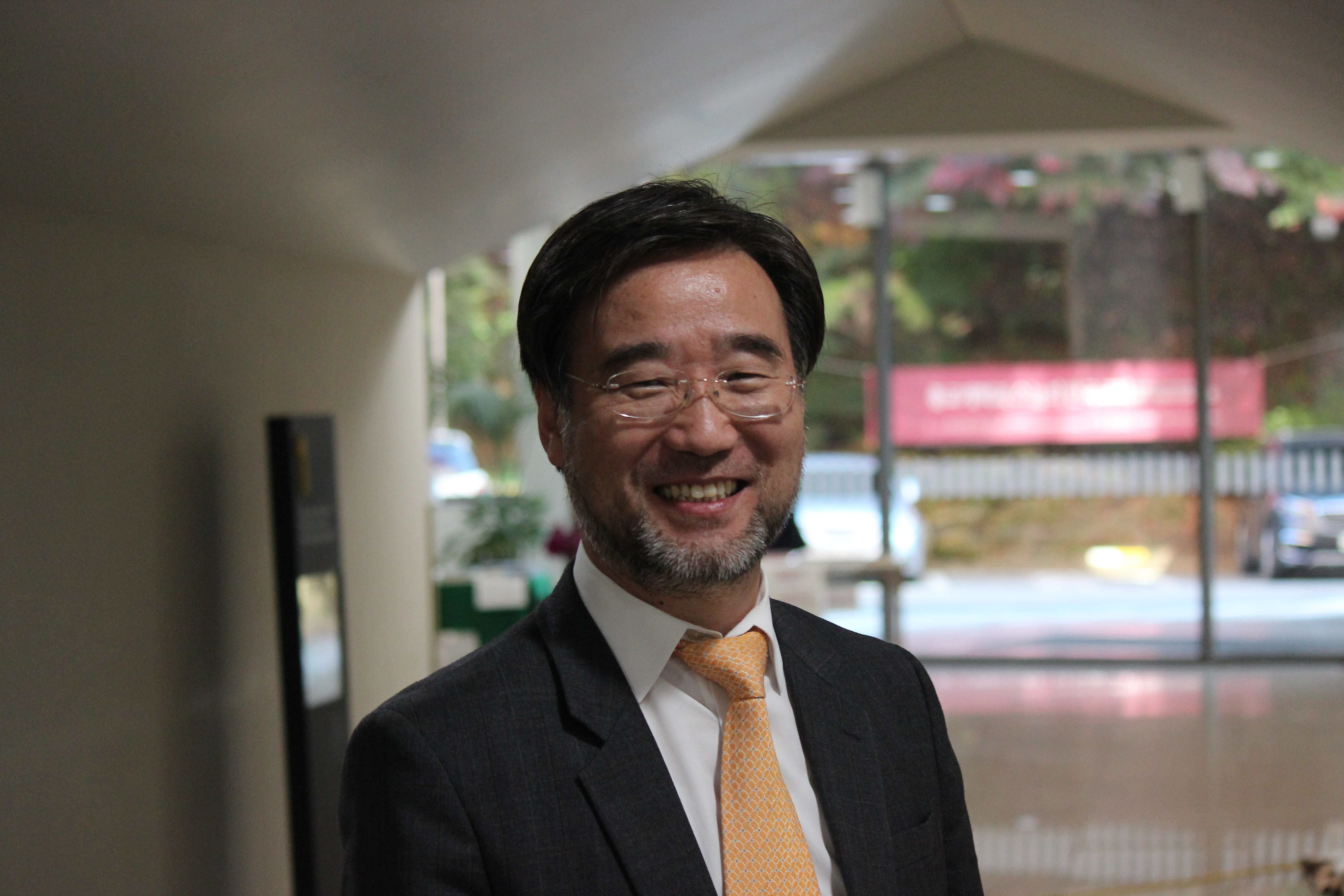
회장 총신대학교 박태현 교수, 소망기도원

한국복음주의 실천신학회(Korean society of Evangelical Practical Theology)는 한국복음주의신학회의 분과학회로 실천신학 분야의 연구와 학문적 발전을 도모하기 위하여 1997년에 결성된 신학회이다.. 아세아 복음주의 신학회(A.T.A.) 및 세계의 복음주의 신학회도 교류를 한다. 2012년 12월 학술지 「복음과 실천신학」은 한국연구재단(KCI)으로부터 등재지로 승격을 받았다. 현재 회장은 총신대학교의 박태현 교수이며 총무는 침례신학대학교의 임도균 교수이다.

## 임원들
| 회장      | 박태현     | 총신대학교             |
| 제1부회장 | 신성욱     | 아신대학교             |
| 제2부회장 | 박성환     | 한국성서학교           |
| 총무      | 임도균     | 침례교신학대학교       |
| 서기      | 권호       | 합동신학대학원대학교   |
| 회계      | 김지혁     | 총신대학교             |
| 부서기    | 최승근     | 웨스트민스터신학대학원 |
| 부서기    | 조성호     | 서울신학대학교         |
| 부회계    |            |                        |
| 문화랑    | 고려신대원 |                        |
| 협동총무  |            |                        |
| 최창국    | 백석대학교 |                        |

## 학회지 임원들
| 편집위원장 | 이승진 박사(합신대)                                                                       |
| 편집장     | 김상구 박사(백석대)                                                                       |
| 편집위원   | 김선일 박사, 박성환 박사, 오현철 박사, 이현웅 박사, 정재영 박사, 최봉도 박사, 하재성 박사 |
| 편집간사   | 강원규 목사                                                                               |

## 역대회장
| 代       | 성명   | 학교     | 기간                |
| -------- | ------ | -------- | ------------------- |
| 제 01 대 | 홍성철 | 서울신대 | 1997. 10 – 1999. 10 |
| 제 02 대 | 이명희 | 침례신대 | 1999. 10 – 2001. 04 |
| 제 03 대 | 김영욱 | 아신대   | 2001. 04 – 2002. 05 |
| 제 04 대 | 김영욱 | 아신대   | 2002. 05 – 2003. 05 |
| 제 05 대 | 박영호 | 성서대   | 2003. 05 – 2005. 05 |
| 제 06 대 | 박영호 | 성서대   | 2005. 05 – 2007. 05 |
| 제 07 대 | 전요섭 | 성결대   | 2007. 05 – 2009. 05 |
| 제 08 대 | 현유광 | 고신대원 | 2009 .05 – 2010. 05 |
| 제 09 대 | 신현광 | 안양대   | 2010. 05 – 2011. 05 |
| 제 10 대 | 문병하 | KC대     | 2011. 05 - 2012. 05 |
| 제 11 대 | 김순환 | 서울신대 | 2012. 05 – 2013. 05 |
| 제 12 대 | 김상구 | 백석대   | 2013. 05 – 2014. 05 |
| 제 13 대 | 김상구 | 백석대   | 2014. 05 - 2015. 05 |
| 제 14 대 | 양병모 | 침례신대 | 2015. 05 - 2016. 05 |
| 제 15 대 | 양병모 | 침례신대 | 2016. 05 - 2017. 05 |
| 제 16대  | 이승진 | 합신대   | 2017. 05 - 2018. 05 |
| 제 17대  | 이승진 | 합신대   | 2018. 05 - 2019. 05 |

## 같이 보기
- 한국실천신학회
- 한국기독교학회
- 한국개혁신학회
- 한국복음주의조직신학회
- 한국조직신학회
- 한국장로교신학회
- 한국복음주의선교신학회
- 한국복음주의신약학회
- 한국복음주의신학회
- 한국복음주의구약신학회